# Morchella smithiana
Espèce
Morchella smithiana est une espèce de champignons comestibles de Chine, du Tibet et du Pakistan, du genre Morchella de la famille des Morchellaceae dans l'ordre des Pezizales.

## Taxonomie

### Nom binomial
Morchella smithiana Cooke 1878

### Synonymes
Morchella crassipes var. smithiana (Cooke) Anon. Ined. 1878

## Description du Sporophore
Hyménophore
Sensiblement proche de Morchella crassipes
Alvéoles
Stipe
Pied large
Odeur

## Saison
Champignon printanier

## Habitat
Népal, Yunnan, Taishan, Cachemire.

## Comestibilité
Excellent comestible